# コンスタンチン・コンスタンチーノヴィチ・ベンケンドルフ

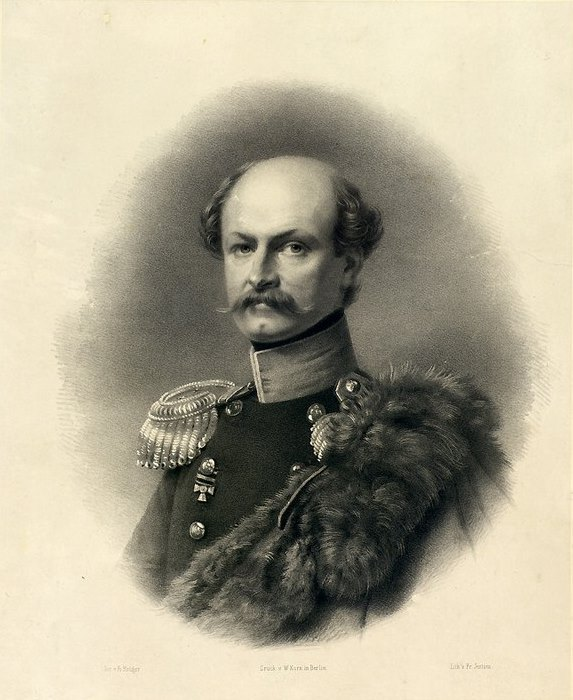
コンスタンチン・コンスタンチーノヴィチ・ベンケンドルフ伯爵

コンスタンチン・コンスタンチーノヴィチ・ベンケンドルフ伯爵（ロシア語: Константин Константинович Бенкендорф, ドイツ語：コンスタンティン・アレクサンデル・カール・ヴィルヘルム・マクシミリアン・フォン・ベンケンドルフ; Graf Konstantin Alexander Karl Wilhelm Maximilian von Benckendorff, 1816年10月22日 - 1858年1月29日）は、帝政ロシアの軍人、外交官。父はナポレオン戦争とペルシア遠征に参戦したコンスタンチン・ベンケンドルフ、叔父は憲兵隊長および秘密警察の首長を務めたアレクサンドル・ベンケンドルフ伯爵である。

## 生涯
1816年、父の赴任地であるベルリンで生まれた。母はマグヌス ・フォン・アロファエウス伯爵の娘ナタリア・マクシーモヴナ。16歳時の1832年、息子のいない叔父のアレクサンドルが伯爵に昇爵されたことに伴い、家督を承継して伯爵となった。士官学校を卒業した後、皇帝近衛隊の騎兵連隊で服務し始め、陸軍大臣の補佐官を経てコーカサス戦争に参加した。1839年、サンクトペテルブルクに召され皇帝の補佐官を務めたが、すぐにコーカサスに戻った。1844年、大佐に昇進。1845年、タルゴの戦いで重傷を負ったため外交任務に転出され、1847年からプロイセン駐在大使館の武官を務めた。1849年、少将に昇進。
1856年、ヴュルテンベルク駐在大使として赴任し、1857年には中将に昇進した。コーカサス戦争時に負った傷が悪化した末に1858年、パリで病死。
死後、ダゲスタン遠征において活躍したベンケンドルフを称える従軍記がグリゴリー・ガガーリン公爵により出版されている。

## 子女

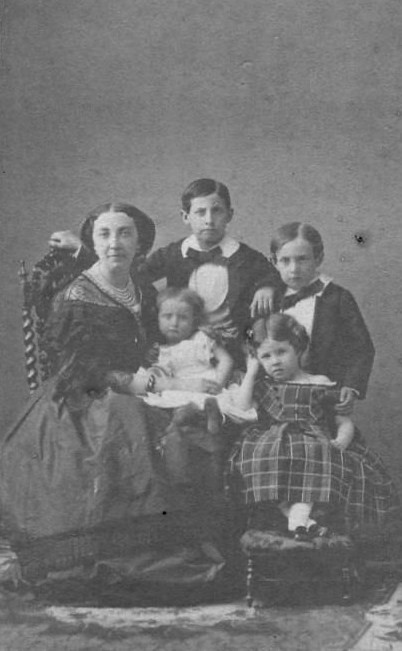
ルイーゼ夫人と子供たち

1848年6月20日、ポツダムでフィリップ・フォン・クロイ公爵の長女のルイーゼ（Prinzessin Luise von Croy、1825–1890）と結婚し、5人の子供を儲けた。妻のルイーゼ夫人はヴュルテンベルク王妃オリガの女官長を務め、スペインのマリア・ルイーサ勲章とロシアの聖エカテリーナ勲章を受けた。パーヴェルを除いた子供たちは、ほとんどの生涯をヨーロッパで過ごした。
- アレクサンドル（1849–1917） - 外交官、第一次世界大戦時の駐英ロシア大使。ソフィー・シュヴァロヴァと結婚
- コンスタンチン（1851年生） - 早逝
- パーヴェル（1853–1921） - 侍従長、マリア・ドルゴルーコヴァと結婚
- ナタリー（1854–1931） - ドイツ皇后ヴィクトリアの女官長。ヘルマン・フォン・ハッツフェルト侯爵と結婚
- オリガ（1857–1926） - アレッサンドロ・グィッチョーリ侯爵と結婚